# Carlos Matamoros Franco
Carlos Matamoros Franco (* 17. Dezember 1966) ist ein ecuadorianischer Schachspieler.
Er spielte für Ecuador bei zwölf Schacholympiaden: 1986, 1994 und 2000 bis 2018. Außerdem nahm er einmal an der panamerikanischen Mannschaftsmeisterschaft (2003) in Rio de Janeiro teil.
Beim Schach-Weltpokal 2005 scheiterte er in der ersten Runde an Viktor Bologan.
In Spanien spielte er für die Mannschaften RC Labradores Sevilla (2001) und RC Labradores-Pub Magia Sevilla (2003).
Im Jahre 1987 wurde ihm der Titel Internationaler Meister (IM) verliehen. Der Großmeister-Titel (GM) wurde ihm 2002 verliehen. Seit 2016 trägt er den Titel eines FIDE-Trainers.
| Hier fehlt eine Grafik, die leider im Moment aus technischen Gründen nicht angezeigt werden kann. Wir arbeiten daran! |